# Марш за науку
Марш за науку — міжнародна публічна акція на захист наукових цінностей, за вплив наукових досліджень на прийняття політичних рішень та проти псевдонауки. Започаткована вченими та популяризаторами науки США на противагу політиці президента США Дональда Трампа. До акції також приєдналися понад 600 міст у всьому світі. Марш за науку призначений на 22 квітня 2017 року, збігся у часі із Днем Землі. За словами організаторів, марш мав на меті підтримку наукової ‎спільноти і спонукання до дій із захисту довкілля.
Протести пройшли по всьому світу — найбільший протест відбувся у столиці США Вашингтоні..

## Історія ідеї
Ідея Маршу з'явилася у січні 2017 року під час дискусії на платформі Reddit. Загальне невдоволення заявами Дональда Трампа щодо відсутності глобального потепління та заперечення членами його адміністрації інших наукових фактів призвело до започаткування груп у соціальних мережах Фейсбук та Твіттер. Згодом було визначено дату 22 квітня, День Землі, як час проведення Маршу. Організатори закликали науковців усіх галузей долучитися до акції.
З часом до акції долучилися й науковці інших країн. Основними гаслами в Європі стали боротьба з псевдонаукою, відстоювання політики, заснованої на фактах, відмова від принципів «постправди».

## Марш 22 квітня
Марш проходив в більш ніж 600 містах. Зокрема в Києві науковці та любителі науки зібралися у парку Шевченка, звідки попрямували до урядового кварталу.